# 叶一華
叶 一華（かのう いちか、1月5日生）は、日本の女性声優、ナレーター。オランダ出身。主にアダルトゲームに声をあてている。アトリエピーチ所属。

## 出演

### PCゲーム

#### 2018年
- 働くオトナの恋愛事情2（尾道/妙齢の女性/看護師D）
- ひとつ屋根の、ツバサの下で（キャッツ1/競技航空部部員A/AGC部員A）
- こねこねこねこ
- ようこそ種付け村へ ～いつでもどこもでも人妻たちと孕ませ交尾できる理想のスローライフ～
- はるとゆき、（北浦）
- 催眠ぱらだいす！ ～催眠術でツゴウノイイ美少女学園性活～（四ツ谷茉莉花）
- はらかつ！3 ～子作りビジネス廃業の危機！？（鳳桔梗）
- お嬢様でエリートな年下上司を孕み穴ATMにして人生コキ潰す安楽ライフ（理紗）
- きゃんきゃんバニープルミエール3（佐藤飴梨）
- ラブコーディネーション！（後輩女子C）

#### 2019年
- 一宿一発♡ヤリハメゾン-おじさんザーメンぜ～んぶちょうだい-（長月鈴）
- 復讐の魔剣士セルマ～淫呪に堕し、背徳の肉痕をその身に宿し者～（ザリャ）
- 姉姉W催眠DX ～催眠で6人の巨乳姉達を貪り孕ます欲望の宴！～（明津詩音）
- らぶこみゅ（従者・棗）
- 彼女は友達ですか？恋人ですか？それともトメフレですか？
- イイナリ妻色2 ～人妻に横恋慕～（國枝舞依子）
- いもうとコレクション（櫻井恵那）
- 仲良し姉妹ならキスも中出しもとーぜんだよねっ！
- もっと！孕ませ！炎のおっぱい超エロ♡アプリ学園！（リーシャ）

#### 2020年
- とある王妃の閨事～貞淑な妻はいかにして孕んだか～（ターニャ・スターク）
- 神様のしっぽ ～干支神さまたちの恩返し～
- なごりさんは六堂和里になりきれない -恋愛偏差値0の心理学-（六堂和里）
- トリニティ×カラミティ～淫らな躾と終わる世界～（アンネリース）
- シスターレッスン（野々宮陽鞠[2]）
- いつでも種付け！異種族孕ませハーレム村（牛獣人娘/オーガ）
- 異世界孕ませハーレムパーティー～最弱の解析スキルが異常発達してエッチな弱点を丸裸に！最強の爆乳冒険者たちを肉便器化！～（デスピア）
- 魔滅姫ミコト～受精必至の異種姦獄～（御厨美命）

#### 2021年
- もっと!孕ませ!炎のおっぱい異世界超エロサキュバス学園!（セレスティア・ラシエール） [3]
- 魔闘士マイヤ 魔域十二子宮編（龍魔支イドラ、蛇魔支フィディー）
- ぱられるAKIBA学園（騎士リモネ）
- 嫌そうな顔して子作りさせてくれる年上クールメイドをアヘらせてメス穴にする話（桐子）
- 放課後⇒エデュケーション! ～先生とはじめる魅惑のレッスン～（扇 真月里）
- 魔女狩りの失禁学園 ～緊縛された令嬢の聖水～（園咲 えいみ）
- エルフのお嫁さん 〜ハーレム婚推奨〜（テレーズ＝エル・フレイ）
- 孕ませオナホ魔王軍 ～巨根とシーフの力で最凶のメスを雑魚マンにハメ堕して築く成り上がりハーレム～（ベリル）

#### 2022年
- 勇者を引退してよろず屋をオープンしたけど、なぜかアダルトグッズに人気が集中している件。悩殺色気に悩むサキュバス・フィー（ペロネラ）
- ナマイキJKライブラリー（沢渡 愛梨[4]）
- オトカノ ～おとうとの彼女が文系で強め!?～（星乃 アンナ）
- 家庭教師X催眠2 ～絶対従順、高飛車姉妹をドスケベ淫乱に催眠操作～（新庄 陽菜）

#### 2023年
- 高嶺の花と魔法の壺（妹尾 カンナ）[5]
- 病みつきヤンデレハーレム!（結好 蓮華）
- 生真面目軍人と清楚姫をデカチンで征服! 巨乳孕ませオナホにして下品に媚び尽くさせる!（エリーゼ）
- 無双の孕ませオナホ騎士団 ～強い牝を淫紋術で屈服させてエロ酷いことやりたい放題の絶対忠誠ハーレムを作る!～ (カルラ)

#### 2024年
- 光翼戦姫エクスティアR 紅の女王（クレア・オースチン[6]）
- 友達ん棒で淫らな汁を溢れさせる母の熟れた蜜穴 ～巨乳を揺らし身悶える母さんの喘ぎ声は、隣の僕の部屋まで響き渡る～（青葉 美絵子）
- 孕ませテイマーの異世界学園無双 ～巨乳メスたちを子作りテイムして最強のハーレム軍団を作って成り上がる!～（魔王）

#### 2025年
- 俺だけに傅く孕メイドたち ～精子を貪る五人の欲心女～（月夜見 史織）
- もっと!孕ませ!炎のおっぱい異世界おっぱいバニー学園!（ルミエラ・リル・アーシアン）
- 田舎暮らしハーレム ～巨乳な田舎娘たちとひたすら孕ませセックスするだけの性活～（悠）
- 隷従の制服（紅林 蛍）
- バカップル・サプリメント（獅子王 芽依）

### 歌唱
- サプリメンタリーレッスン 〜放課後☆補習授業〜（『放課後⇒エデュケーション! ～先生とはじめる魅惑のレッスン～』 主題歌）
  - 歌：雪村とあ、叶一華、風鈴みすず

### ソーシャルゲーム
- 「電脳天使ジブリール」（ハハイア）
- 「ミナシゴノシゴト -ORPHANS ORDER-」（ガランシン・カンウ）
- 「淫魔光臨デビル☆カーニバル」（シスタージャスティ）
- 「大清立志伝 -Legend of Qing Dynasty-」
- 「戦ヱ！孕ませ子宮大戦争」（ハイエル）
- 「エンジェルロック Feel Girl's Emotion」（李笑笑/来栖音湖）

### 舞台
- 劇団ヘロヘロＱカムパニー第29回公演「トンボイ」
- 劇団新和座本公演「サロメ」（リーリート）
- 劇団新和座本公演「ロミオとジュリエット」（マーキュシオ）

### 音声ドラマ
- 「レズ堕ち寝取られ～快楽調教に服従した清楚系彼女～」（アオイ）
- 「【いちゃいちゃダブル耳かき耳舐め】『JK双子リフレ! ～癒しのおさんぽ＆ちょっぴりエッチなマッサージ？～』」（水菜ユメ）
- 「【お届けセックス♪】媚薬入り配達女子と玄関で生ハメ3P【バイノーラル録音リアル体験】」（マーラーイーツ配達員）

### ラジオ
- FM浦和レッズウェーブ「アニドラファンタジー」（ロコ）

### ウェブテレビ
- 聖ファレノ女学院（2021年2月19日[7]、FALENO Official Channel）

## 作品

### 音楽
- 「R18 party night!」（PC「催眠ぱらだいす！ ～催眠術でツゴウノイイ美少女学園性活～」主題歌）